# Mass Media (periodico)
Mass Media è una rivista internazionale di comunicazione, con cadenza bimestrale. Venne fondata a Roma nel 1982 da Gino Agnese, che la diresse per tutto l'arco della sua pubblicazione.
Presto Mass Media entrò nell'agone della cultura italiana, promuovendo indagini sul presente e soprattutto sul futuro della comunicazione, e sviluppò una serie di intuizioni, spesso rivelatesi veritiere, tentando soprattutto di coniugare la teoria con la realtà viva dei media, nel loro tumultuoso divenire. Questa fusione favorì il dinamismo della rivista, verso la quale innumerevoli volte si diresse l'interesse dei quotidiani nazionali.
Dal 1982, con cadenza bimestrale, sono usciti sessantaquattro fascicoli della rivista, fino al 1995. La collezione è interamente disponibile presso la Stanford University, la Columbia University, l'Università di Lublino, l'Università di Barcellona, la Biblioteca di "Civiltà Cattolica", la Biblioteca della Quadriennale di Roma, la Luiss e le Biblioteche Nazionali di Roma, Milano, Firenze e Napoli.
Difficile tentare una ricapitolazione di un lavoro così ampio, ma si possono ricordare almeno alcuni argomenti trattati da "Mass Media" che suscitarono una vasta eco di stampa. Nel 1983 la rivista si occupò dei poteri mondiali dell'informazione, del rapporto fra teatro e teatro televisivo e dell'inevitabile declino della stampa di partito, e appuntò la sua attenzione sulla resistenza degli afgani contro i sovietici, anche perché i contendenti, per motivi diversi, impedirono l'uso delle telecamere, cosicché quella guerra agli occhi del mondo quasi "non avvenne". Fu il primo esempio di occultamento mediatico di un conflitto, poi messo in pratica innumerevoli altre volte.
In seguito, analizzando le proiezioni del conflitto tra gli Alleati e l'Iraq, Mass Media coniò l'espressione "guerra spettacolo", poi ripresa dai quotidiani, e notò per prima che ovunque nel mondo il pubblico televisivo ebbe la sensazione di essere minuziosamente informato, mentre al contrario durante la Guerra del Golfo fu introdotta una forma di censura basata sull'eccedenza di notizie.
La rivista ha poi trattato con particolare attenzione il tema della comunicazione dei leader, circa il quale scrissero tra gli altri, a cominciare dal 1983, Abraham Moles, Gilberto Tinacci Mannelli, Robert Escarpit, John Eccles, Armand Mattelart, Andrej Tarkovskij e Derrick de Kerckhove, già assistente di Marshall McLuhan e oggi a capo del McLuhan Program di Toronto e autore su "Mass Media" di una lunga serie di articoli e saggi che lo resero noto anche in Italia, dove attualmente il suo nome e i suoi libri hanno larga circolazione.
Nel 1984 un saggio di Piero Buscaroli svelò l'inconciliabilità tra la spettacolarizzazione televisiva dei concerti di musica classica e l'artistica fruizione degli stessi.
Sul destino del libro e sui rapporti fra scrittura tradizionale e videoscrittura si soffermarono tra gli altri lo scrittore Domenico Rea e il semiologo Umberto Eco.
Nel 1986 apparve un fascicolo quasi monografico dedicato a Giovanni Paolo II, il Papa che viaggia, con scritti di Luigi Accattoli, Agnese, Giso Deussen, de Kerckhove, Victor Alexandre, Rocco Buttiglione, Abraham Moles e Percy Tannenbaum. Ma il tema del rapporto fra la religione e la società dell'immagine fu oggetto per altro verso degli scritti di Francesco Gabrieli, Enrico Rubinacci e di Enrico Baragli, il gesuita esperto del Concilio Vaticano II per le comunicazioni sociali, collaboratore della rivista fin dagli inizi.
Nel 1987 Agnese, de Kerckhove e Roberto Grandi tentarono di immaginare il destino della comunicazione nel 2050.
In seguito la rivista dedicò spazi all'estetica dei media e all'estetica della politica, con scritti di Renato Barilli, Pietro Grilli di Cortona, Fred Forest, Mario Costa e Gianpiero Gamaleri. Nel 1991 il filosofo Rosario Assunto pubblicò un lungo saggio, negando che la nostra attuale sia una "società dell'immagine". Nello stesso anno la rivista ospitò un saggio di Riccardo Notte, che costituì la prima organica riflessione in Italia sull'emergente fenomeno delle realtà virtuali, delle reti telematiche e del cosiddetto metaverso, e da allora "Mass Media" affrontò l'argomento in quasi tutti i successivi numeri. Ancora nel 1991 Agnese ipotizzò che i totalitarismi della prima metà del secolo furono possibili grazie al sistema dei media del tempo. Al contrario, l'attuale media system impedisce il loro ritorno, perlomeno nelle stesse forme e modalità, benché siano da temersi dei totalitarismi inediti, perfino "piacevoli", paradossalmente.
Nel 1993 il filosofo Antimo Negri intervenne nel dibattito sul rapporto fra scienza e fede e sul fatto che queste discussioni diventano fuorvianti se condotte su media effimeri e frammentari come i quotidiani. Sempre nel 1993, riprendendo un tema già ampiamente trattato più volte, quello dell'attualità della retorica, la rivista - con Gianfranco Ravasi, Massimo Camisasca e Robert White - rispose alla questione del "perché la predica è noiosa" e ottenne dai giornali un'eco vastissima.
Nel 1996 la Biblioteca Nazionale Centrale di Firenze ha acquisito l'intero archivio redazionale della rivista, editando un opuscolo dedicato a Le carte e la collezione di Mass Media. Di una cospicua parte delle copertine si fecero autori artisti di grande nome, i quali tutti lavorarono sul tema del quadrato, insegna della rivista. Tra gli altri Alberto Burri, Piero Dorazio, Bruno Munari, Achille Perilli, Carlos Cruz Diez, Umberto Mastroianni, Pietro Consagra, Emil Schumacher, Antoni Tapies, Oscar Reutesvärd, Carla Accardi, Kenneth Noland. Mino Delle Site, Giulio Turcato, Luigi Veronesi, Guido Strazza e Carlo Belli.
Nel settembre 1998 uscì il fascicolo speciale Indici 1982-1995, contenente gli indici completi della rivista divisi per autori, temi e nomi.